# Lagnus
Lagnus L. Koch, 1879 è un genere di ragni appartenente alla Famiglia Salticidae.

## Distribuzione
Le due specie oggi note di questo genere sono endemiche delle isole Figi.

## Tassonomia
A dicembre 2010, si compone di due specie:
- Lagnus longimanus L. Koch, 1879[2] — Isole Figi
- Lagnus monteithorum Patoleta, 2008 — Isole Figi

### Specie trasferite
- Lagnus kochi Simon, 1900; trasferita al genere Jacksonoides[1]